# Сум'яття вихованця Терлеса

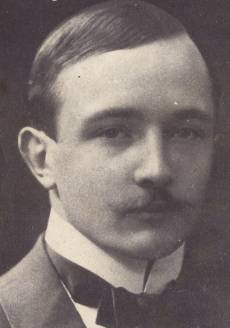
Роберт Музіль

Сум'яття вихованця Терлеса (нім. Die Verwirrungen des Zöglings Törleß) — це літературний твір австрійського філософського романіста та есеїста Роберта Музіля, який вперше був опублікований 1906 року.

## Введення сюжету
Книга Музіля є романом виховання, що оповідає історію молодої дезорієнтованої людини, яка шукає моральних цінностей в суспільстві.
Експресіоністичний роман був написаний з особистого досвіду Музіля в школі-інтернаті в Границе ( в Австро-Угорщині, нині Чехія). Однак у подальшому житті Музіль заперечував, що роман стосується власних юнацьких переживань. Через свій неприхований сексуальний зміст роман спочатку викликав обурення серед читацької громадськості та влади Австро-Угорщини.

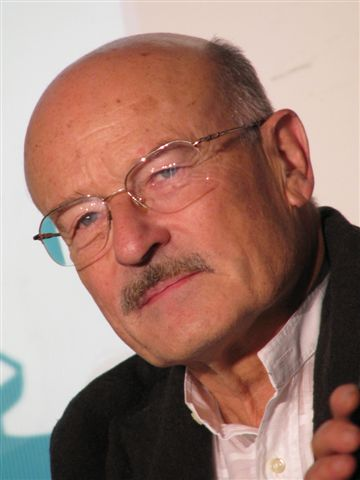
Фолькер Шльондорф

1966 року німецький режисер Фолькер Шльондорф зняв фільм "Der junge Törless" за мотивами роману.

## Сюжет
Троє учнів австрійської школи-інтернату, Райтінґ, Байнеберґ і Терлес, спіймали свого однокласника Базіні на крадіжці грошей в одного з них і вирішили покарати його самостійно, замість того, щоб розповісти про це шкільним вчителям. Хлопці починають знущатися з нього, спочатку фізично, а потім психологічно і сексуально, а також шантажують його, погрожуючи розповісти про його крадіжки керівництву інтернату. Їхнє жорстоке поводження з Базіні стає відкрито сексуальним і все більш садистським; тим не менш, хлопець терпить усі тортури навіть тоді, коли з нього починає знущатися весь клас.
Терлес спостерігає за моральними і сексуальними катуваннями Базіні, внутрішньо їх засуджує, однак активно не протидіє, натомість намагається зрозуміти розрив між своїм раціональним та ірраціональним «я», прагнучи таким чином перевірити різні стани власної свідомості. Гомосексуал Базіні пробує зблизитися з Терлесом, шукає в нього захисту від знущань Райтінґа і Байнеберґа, але той, співчуваючи Базіні і навіть намагаючись витягнути його з моральної і фізичної халепи, все ж врешті решт відсторонюється від нього і зосереджується на власному філософському осмисленні навколишніх подій.
Начальство школи-інтернату дізнається про негідну поведінку вихованців і розпочинає розслідування. Втім, єдиною особою, яку визнають винною, є Базіні – його виганяють з інтернату. Терлес на вимогу директора і вчителів пояснити свої дії виголошує дивну "екзистенційну" промову про розрив між раціональним та ірраціональним. Дирекція школи вирішує, що він має занадто витончений інтелект для даного навчального закладу, і пропонують батькам забрати його з інтернату і перейти на приватне навчання. Терлес і сам просить про це у листі до батьків, відтак покидає школу-інтернат.

## Видання та переклади
- Die Verwirrungen des Zöglings Törleß. Відень / Лейпциг: Вінер Верлаг, 1906.
- Die Verwirrungen des Zöglings Törleß. Мюнхен / Лейпциг: Георг Мюллер, 1911.
- Die Verwirrungen des Zöglings Törleß. 11.-15. тис. Берлін: Ернст Ровольт, 1931 р. [Перероблене видання; опубліковано у грудні 1930 р.].
- Die Verwirrungen des Zöglings Törleß. Reinbek bei Hamburg: Rowohlt Taschenbuch Verlag, 1998. (rororo 10300.)
- Die Verwirrungen des Zöglings Törleß. На основі доопрацьованого видання 1930 року; з детальним коментарем. Ред. Вернер Беллман. Епілог: Філіппо Смеріллі. Stuttgart: Reclam, 2013.

## Видання українською
- Роберт Музіль. Сум'яття вихованця Терлеса / З нім. переклав Юрій Прохасько. Київ: «Юніверс», 2001. 208 с.